# تپی اوچیدا
تپی اوچیدا (انگلیسی: Teppei Uchida؛ زادهٔ ۲۲ مهٔ ۱۹۷۵) بازیکن فوتبال اهل ژاپن است.